# Малая Корта
Малая Корта — река в России, протекает по Томской области. Устье реки находится в 22 км по левому берегу реки Корта. Длина реки составляет 59 км, площадь водосборного бассейна 374 км².
В 40 км от устья, по левому берегу реки впадает река Сулзат

## Данные водного реестра
По данным государственного водного реестра России относится к Верхнеобскому бассейновому округу, водохозяйственный участок реки — Обь от впадения реки Чулым до впадения реки Кеть, речной подбассейн реки — Чулым. Речной бассейн реки — (Верхняя) Обь до впадения Иртыша.
Код объекта в государственном водном реестре — 13010500112115200022700.